# Henry Buguet
Ne pas confondre avec le peintre Henri Buguet
Louis Ernest Gabriel Buguet, dit Henry Buguet, né le 18 novembre 1845 dans l'ancien 3e arrondissement de Paris et mort le 8 juin 1920 à Paris 9e, est un journaliste et dramaturge français.

## Œuvres
- Paris croque-mort, coécrit avec Charles Virmaître ; ill. par Alfred Choubrac, éd. C. Dalou, 1889 [Disponible sur Gallica] - ouvrage sur les cimetières parisiens
- Voyage dans le Soleil, en passant par Reims, revue locale en 4 actes, de MM. Henri Buguet et Gaston Marot, jouée le 26 février 1877, au Grand Théâtre de Reims[3]

## Distinctions
- Chevalier de l'ordre du Mérite agricole (décret du ministère de l'Agriculture du 28 septembre 1908)[4].